# Raining on Sunday
«Raining on Sunday» — это песня в стиле кантри, написанная в соавторстве исполнителя кантри Рэдни Фостера (Radney Foster) и Даррелла Брауна (Darrell Brown).
Первоначально она была записана Фостером в 1998 году на студии Arista Records для альбома «See What You Want to See». Австралийский исполнитель кантри-музыки Кит Урбан исполнил песню в 2002 году в своём альбоме «Golden Road». Запись Кита, сделанная в 2003 году, стала вторым синглом с этого альбома.

## Позиции в чартах
| Чарт 2003 года                    | Наивысшая позиция |
| --------------------------------- | ----------------- |
| США (Billboard Hot 100)           | 38                |
| США (Billboard Hot Country Songs) | 3                 |